# Egesina lanigera
Egesina lanigera är en skalbaggsart som beskrevs av Holzschuh 2007. Egesina lanigera ingår i släktet Egesina och familjen långhorningar. Inga underarter finns listade i Catalogue of Life.